# 陆浑水库
陆浑水库位于中国河南省嵩县田湖镇，是以防洪为主，兼具灌溉、城市供水、发电和水产养殖等功能的大（一）型水库。
陆浑灌区地越黄河、淮河两大流域，干渠全长377千米，可灌溉3市7县的12万公顷土地。